# Ga GwanggyoJungang
Ga GwanggyoJungang (Đại học Ajou) (Tiếng Hàn: 광교중앙(아주대)역, Hanja: 光敎中央(亞洲大)驛) là ga tàu điện ngầm trên Tuyến Shinbundang ở Iui-dong, Yeongtong-gu, Suwon-si, Gyeonggi-do. 

## Lịch sử
- 4 tháng 9 năm 2015: Thông báo bắt đầu sử dụng[1]
- 30 tháng 1 năm 2016: Hoạt động kinh doanh bắt đầu với việc khai trương Tuyến Shinbundang mở rộng
- 29 tháng 4 năm 2016: Khai trương Trung tâm trung chuyển xe buýt ga Gwanggyo Jungang

## Bố trí ga
| Sanghyeon ↑             |
| N/B1N/B2 \| S/B1S/B2 \| |
| ↓ Gwanggyo              |

| Hướng Bắc 1 | ● Tuyến Shinbundang | ← Hướng đi Migeum · Pangyo · Gangnam · Sinsa                              |
| Hướng Bắc 2 | ● Tuyến Shinbundang | ← Hướng đi Migeum · Pangyo · Gangnam · Sinsa                              |
| Hướng Nam 1 | ● Tuyến Shinbundang | → Hướng đi Gwanggyo →                                                     |
| Hướng Nam 2 | ● Tuyến Shinbundang | → Hướng đi Sân vận động Suwon World Cup · Dongsuwon · Hwaseo · Homaesil → |

## Xung quanh nhà ga
- Công viên hồ Gwanggyo
- Trung tâm phúc lợi hành chính Gwanggyo 1-dong
- Văn phòng tỉnh Gyeonggi
- Lotte Outlet Chi nhánh Gwanggyo
- Đại học Ajou
- Thung lũng công nghệ Gwanggyo
- Sân vận động Suwon World Cup (Bóng đá chuyên nghiệp K-League 1 Sân nhà Suwon Samsung Bluewings)

## Hình ảnh

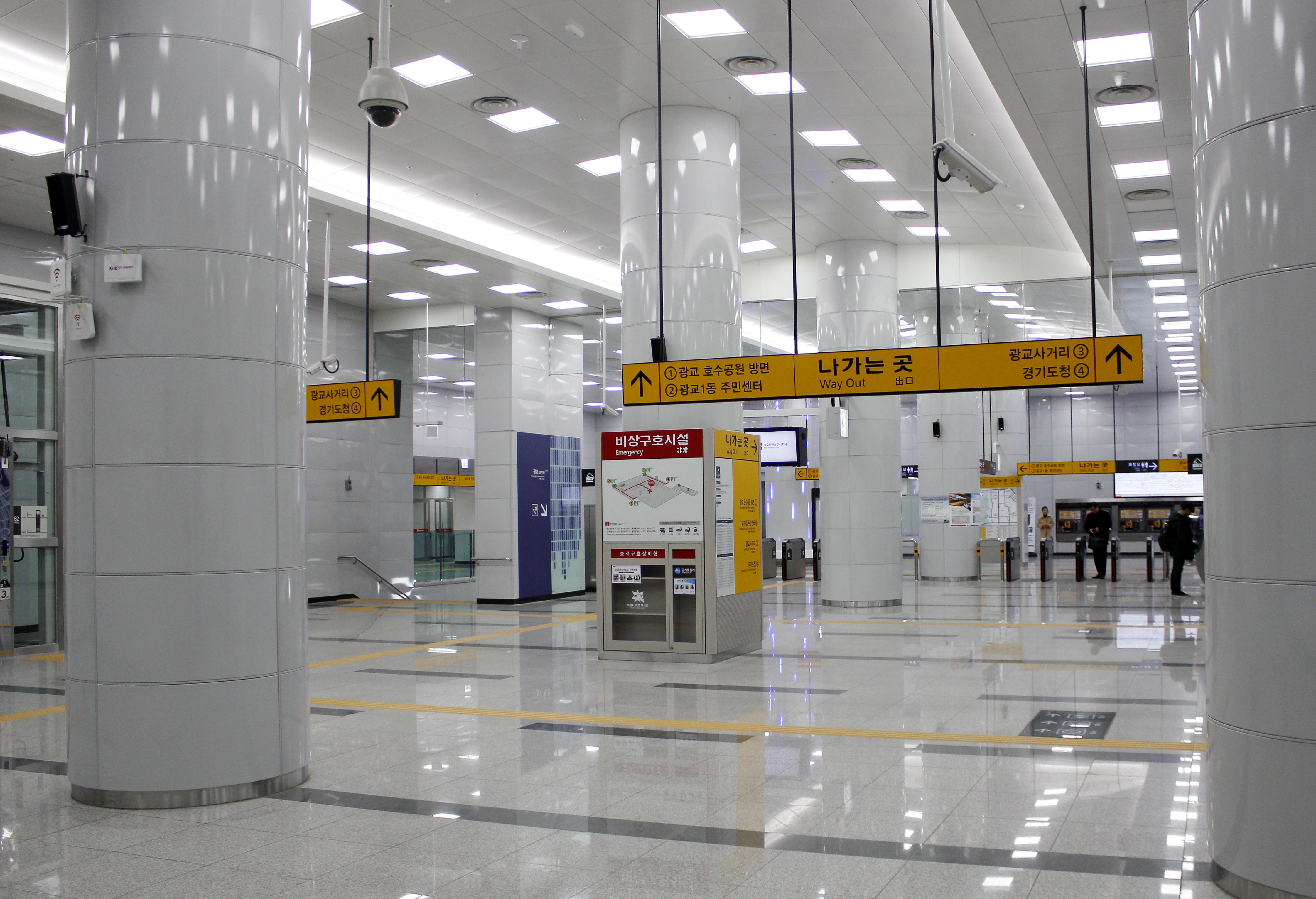
Phòng chờ
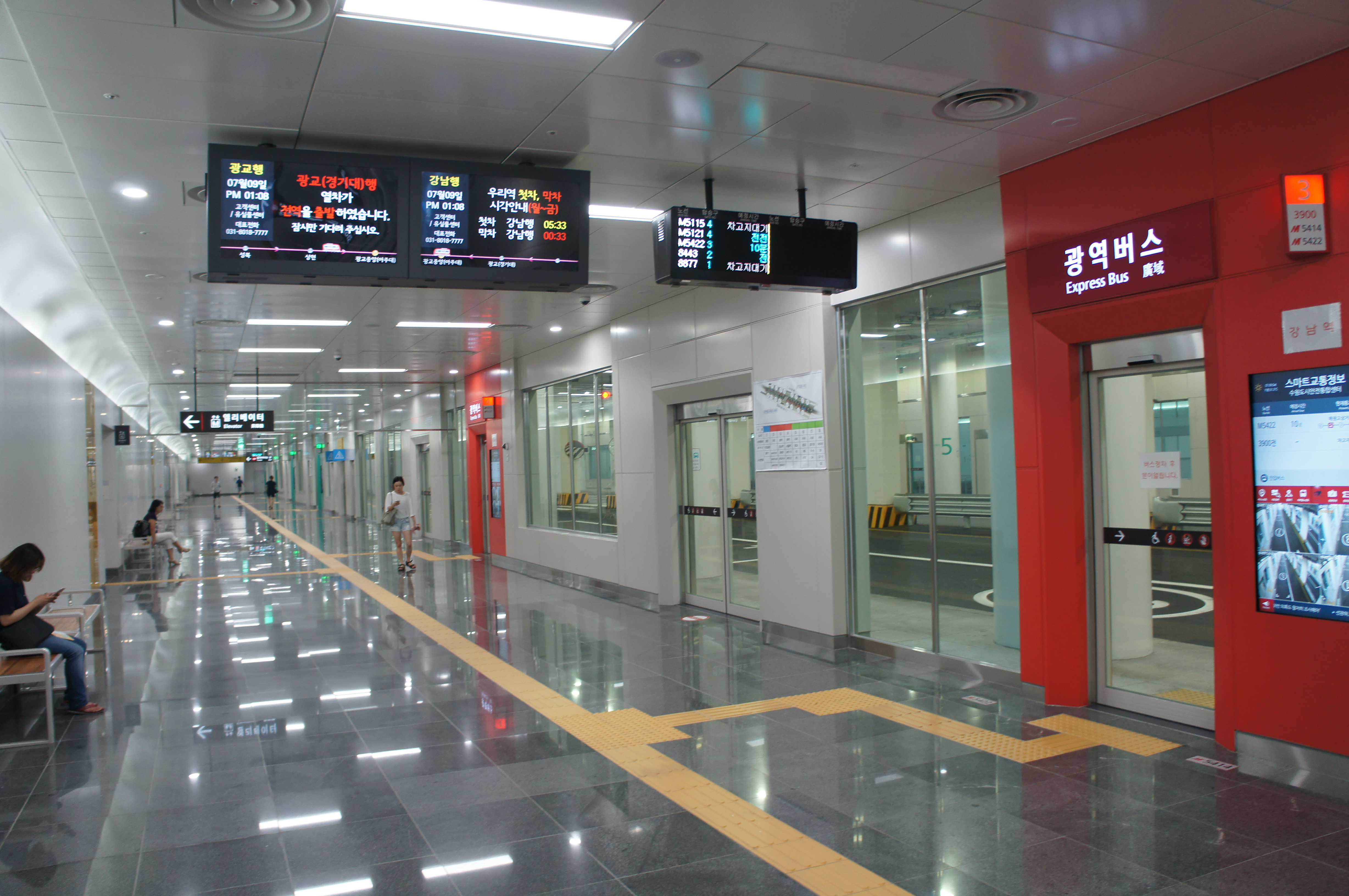
Trung tâm trung chuyển xe buýt ga Gwanggyo Jungang
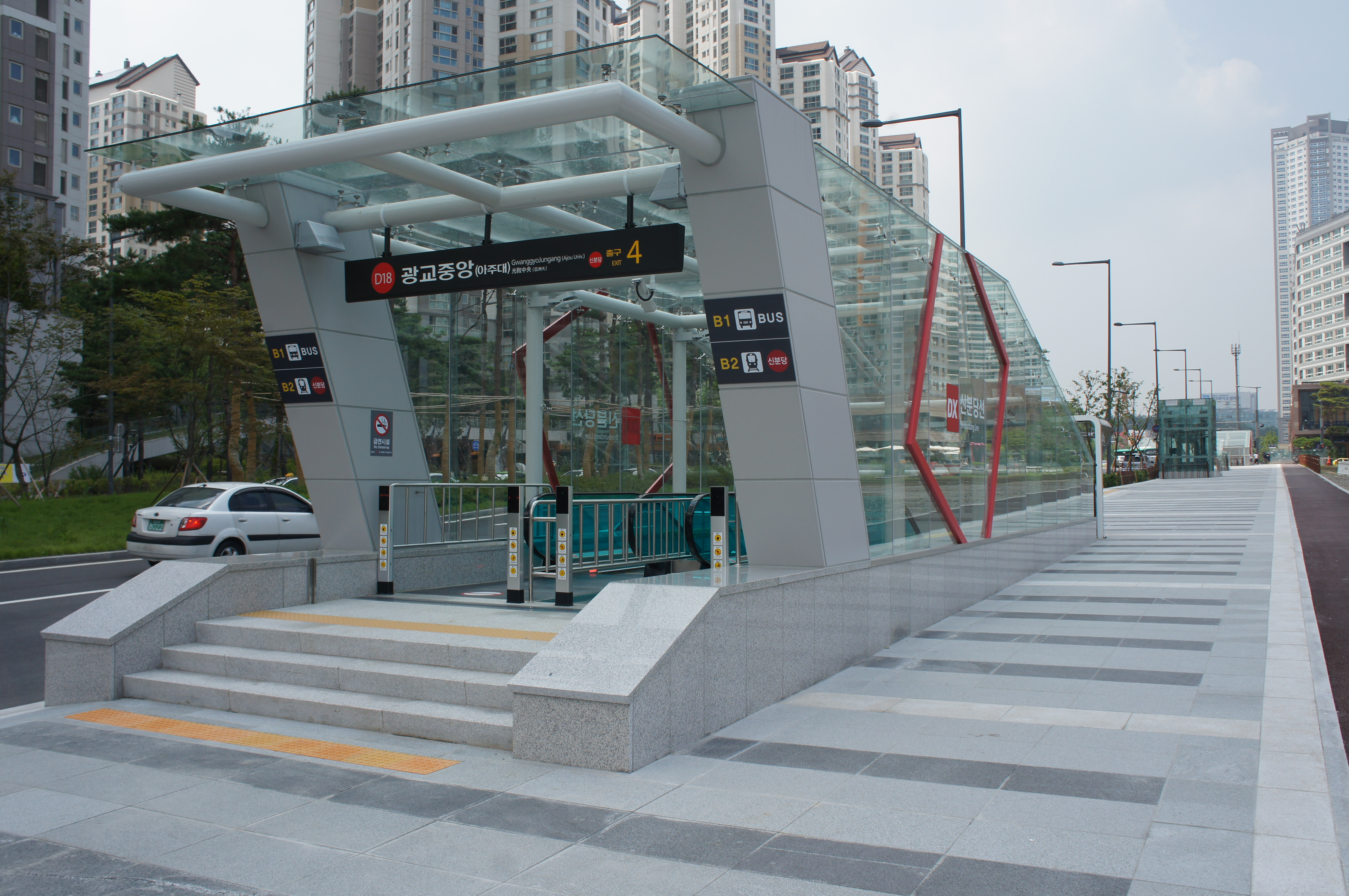
Lối ra 3
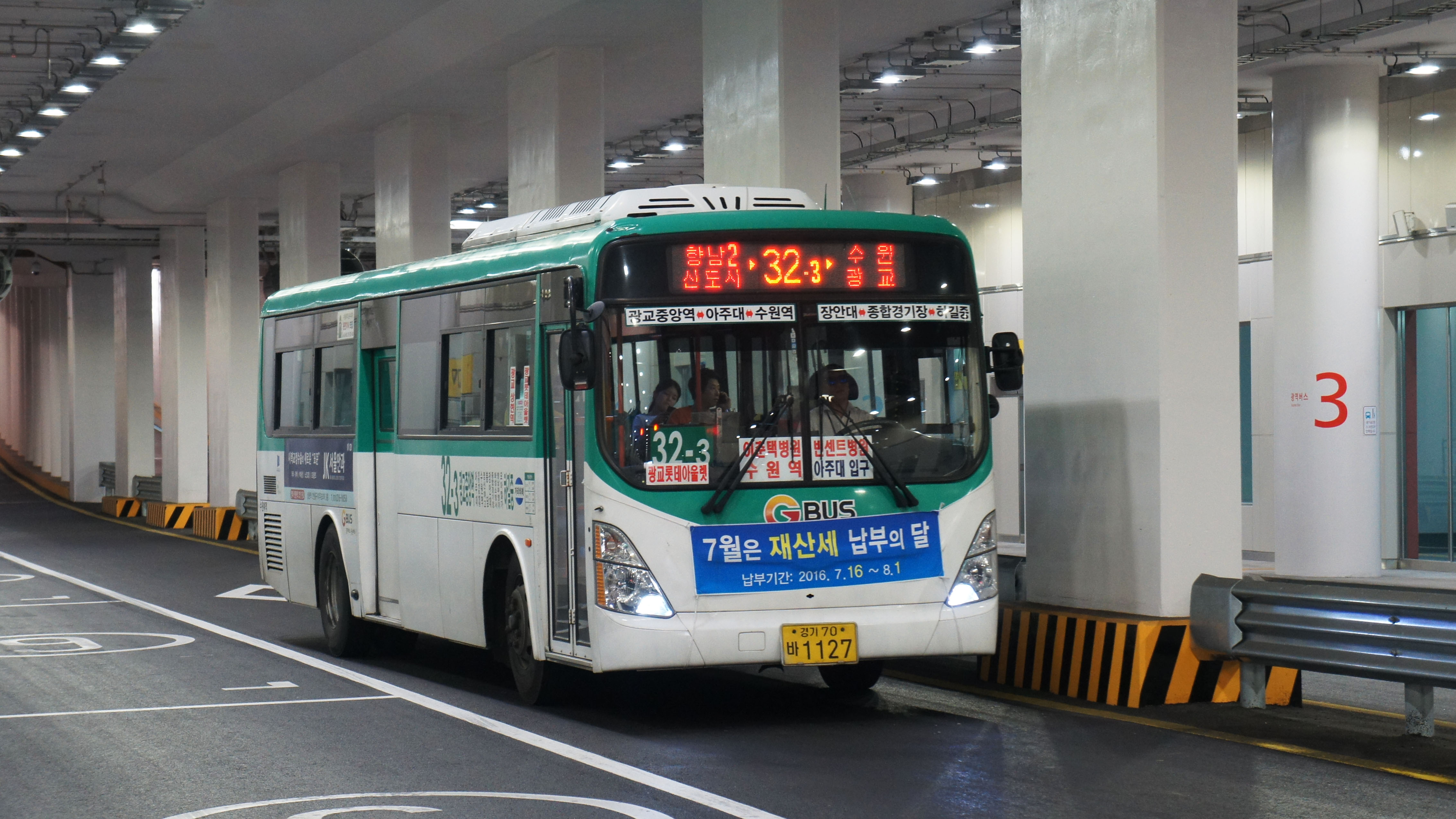
Xe buýt số 32-3 đi qua trung tâm trung chuyển ga Gwanggyo Jungang.